# Înmagazinarea sezonieră a energiei termice
Înmagazinarea sezonieră a energiei termice (Seasonal Thermal Energy Storage) este un termen generic care se referă la mai multe tehnologii pentru stocarea căldurii sau a 'frigului', pentru perioade de până la câteva luni. Energia termică poate fi colectată atunci cand este disponibilă și fi folosită atunci când este nevoie de ea, cum ar fi în sezoanele opuse. De exemplu, energia termică de la panouri solare sau căldura reziduală din echipamente de aer condiționat pot fi colectate în lunile fierbinți și folosită pentru încălzirea spațiului în timpul lunilor de iarnă.  Căldura reziduală din procesele industriale poate fi similar stocată și utilizată mult mai târziu.  Frigul natural al aerului de iarnă poate fi de asemenea stocat si folosit vara pentru aerul conditionat. Rezervoarele STES pot servi sisteme de termoficare de cartier, dar și cladiri și locuințe independente.  Printre rezervoarele sezoniere utilizate pentru încălzire, maximele anuale de temperatur sunt în general în intervalul 27-80 °C (80-175 °F), iar diferențele de temperatură care apar pe parcursul unui an pot fi de mai multe zeci de grade. Unele sisteme folosesc o pompă de căldură pentru a ajuta la încărcarea și descărcarea rezervorului de caldură în anumite perioade sau pe toată durata ciclului. Pentru aplicațiile de răcire, se folosesc deseori doar pompe de circulație. Un termen mai puțin utilizat pentru tehnologiile STES este ˝sistem inter-sezonier de  stocare a energiei termice¨ (Interseasonal Thermal Energy Storage) 
Următorul exemplu ilustrează capabilitățile inter-sezoniere de înmagazinare a căldurii ale sistemelor STES.  În Alberta, Canada, sistem de termoficare Drake Landing Solar Community (in funcțiune din 2007), furnizează 97% din căldura necesară caselor pe tot parcursul anului folosind căldură solară de la panourile solare termice de pe acoperișurile garajelor. Această performanță - un record mondial - este făcută posibilă de stocarea inter-sezonală a căldurii într-o masă mare de stâncă, dedesubtul unui parc central.  Schimbul termic are loc printr-un grup de 144 de foraje în pământ, fiecare cu adâncime de 37 de metri.  Fiecare foraj are un diametru de 155 mm și conține un schimbător de căldură simplu, din țeavă de plastic cu diametrul mic, prin care este recirculată apă.  Nu sunt folosite pompe de căldură.

## Tehnologii STES
Există mai multe tipuri de tehnologii STES, care acoperă o gamă largă de aplicații, incepand de la clădiri mici izolate până la rețelele de termoficare de cartier.  În general, eficiența crește și costurile de construcție specifice scad odată cu dimensiunea:
- UTES  (underground thermal energy storage - înmagazinare subterană a energiei termice), în care mediul de stocare poate sa constea in straturi geologice, incepand de la pământ sau nisip pana la temelie solidă, sau acvifere.  Tehnologiile UTES includ:
  - ATES  (aquifer thermal energy storage - stocarea energiei termice in acvifer).   Un sistem de inmagazinare ATES este compus dintr-un dublet, cu două sau mai multe puțuri către într-un acvifer profund, cuprins între straturi geologice impermeabile deasupra si dedesupt.  O jumătate din dublet este pentru extracția de apă și cealaltă jumătate pentru reinjectare, deci acviferul este ținut în echilibru hidrologic, fara nici o extragere neta.  Mediul de stocare al căldurii (sau frigului) este apa și substratul pe care îl ocupă.  Clădirea Reichstag din Germania a fost atât încălzită cât și răcită din 1999, cu rezervoare ATES, în două acvifere la adâncimi diferite.[7] În Olanda există în prezent peste 1.000 de sisteme ATES, care sunt acum o opțiune de construcție standard.[8][9]  Un sistem considerabil este utilizat la Richard Stockton College (New Jersey) de mai mulți ani.[2] ATES are un cost de instalare mai mic decât BTES, deoarece, de obicei, implica mai puțina forare, dar ATES are un cost de exploatare mai mare.  De asemenea, ATES impune anumite condiții subterane pentru a fi fezabil, in special prezența unui acvifer.
  - BTES  (borehole thermal energy storage - depozitare termică folosinf foraj).  Rezervoarele BTES pot fi construite oriunde este posibil forajul, și sunt compuse din unul până la sute de foraje verticale, de obicei având 155 mm în diametru.  Sisteme de toate dimensiunile au fost construite, inclusiv multe de mari dimensiuni.[10][11][12]

Straturile pot fi constituite din orice tip de sol, de la nisip la rocă tare cristalină, și în funcție de factori de inginerie adâncimea poate fi de 50-300 de metri.  Distanțele între foraje variază între 3 și 8 metri.  Modele termice pot fi folosite pentru a prezice variația sezonieră a temperaturii în pământ, inclusiv instituirea unui regim de temperatură stabil pe termen lung, care se realizează prin egalizarea intrărilor și ieșirilor de căldură pe durata unuia sau mai multor cicluri anuale. Rezervoare de căldură de temperatură ridicată pot fi create folosind un câmp de foraj  pentru a stoca surplusul de căldură din timpul verii. Temperatura unei mase mari de sol este ridicată în mod activ astfel încât căldura să poată fi extras mai ușor (și mai ieftin), în timpul iernii. Interseasonal Heat Transfer  folosește apă care circulă în conducte integrate în asfalt colectând căldura solară și transferând-o unui rezervor termic îngropat  creat printr-un câmp de foraj. O pompă de căldură cu sursa în sol este folosită în timpul iernii pentru a extrage căldura din rezervorul termic și a asigura încălzirea spațiului prin încălzire prin pardoseală. Un coeficient de performanță ridicat se obține deoarece pompa de căldură începe cu o temperatură mai ridicată 25 °C (77 °F) de la rezervorul termic, în loc de temperatura scăzută 10 °C (50 °F) a solului.   Un sistem BTES care operează la Richard Stockton College din 1995 la un vârf de aproximativ 29 °C (84 °F) constă din 400 de foraje a câte 130 de metri (425 ft) adâncime sub 3,5 hectare parcare.  Pierderea de căldură pe o perioadă de 6 luni este de 2%.  Limita superioară de temperatură pentru un rezervor BTES este 85 °C (185 °F) , datorită caracteristicilor țevii PEX folosite, dar cele mai multe implementări nu se apropie de această limită.  Foraje poate fi umplute fie cu mortar, fie cu apă, in funcție de condițiile geologice, și au, de obicei, o durată de viață de peste 100 de ani.  Atât forajele BTES cât și sistemele asociate de încălzire poate fi extinse treptat după începerea operațiunii, după cum se poate vedea la Neckarsulm, Germania.  Rezervoarele BTES nu afectează, în general, utilizarea terenului, și pot exista atât sub clădiri, terenuri agricole cât și locuri de parcare.
- - CTES  (cavern or mine thermal energy storage - stocarea energiei termice în cavernă sau în mină).  Rezervoare STES sunt posibile în minele inundate, camere construite în acest scop, sau rezervoare petroliere subterane abandonate (de exemplu, cele exploatate în rocă tare cristalină în Norvegia), în cazul în care acestea sunt destul de aproape de o sursă de căldură (sau frig), cât și de locul unde căldura este necesară.[18]
  - Rezervoare în piloni.   În timpul construcției clădirilor mari, schimbătoare de căldură de tip BHE, similare celor folosite pentru rezervoarele BTES au fost spiralate în interiorul armăturii metalice înainte de turnarea betonului.  Acesti piloni si straturile împrejurătoare deven astfel un mediu de stocare a căldurii.
- Rezervoare groapă.   Gropi săpate, de mică adâncime, căptușite și umplute cu pietriș și apă ca mediu de stocare, sunt in Danemarca folosite pentru STES în mai multe sisteme de termoficare.  Rezervoarele groapă sunt acoperite cu un strat de izolație și apoi sol, și sunt folosite pentru agricultură sau în alte scopuri.  Marstal, sistemul din Danemarca este un proiect test, oferind inițial 20% din necesarul de căldură al satului pe tot parcursul anului, dar acum extins pentru a oferi două ori pe-atât.[19]

- Rezervoare de apă de mari dimensiuni.  Sisteme STES pot folosi rezervoare de apa de mari dimensiuni, construite deasupra solului, izolat, și apoi acoperite cu pământ.[20]
- Schimbătoare de căldură orizontale.   Pentru instalații mici, un schimbător de căldură "Slinky" de tevi din plastic poate fi  îngropat superficial într-un șanț pentru a crea un STES.[21]
- Clădiri ingropate  cu stocare pasivă a căldurii în solul înconjurător (descris mai jos).

## Conferințe și organizații
Programul Energy Conservation through Energy Storage (ECES)  al  International Energy Agency's
a organizat conferințe trienale asupra energie la nivel mondial incepând din 1981. Conferințele s-au axat inițial exclusiv pe STES, dar acum că aceste tehnologii sunt  mature, alte teme, cum ar fi materiale de schimbare de faza (PCM) și stocarea  energiei electrice sunt de asemenea acoperite. Din 1985 fiecare conferință a avut "stock" (de depozitare) la sfârșitul numelui ei, de exemplu Ecostock, Thermastock.  Conferințele au avut loc la diferite locații din întreaga lume. Cea mai recentă a fost Innostock 2012 (a 12-a Conferinta Internationala de stocare a energiei termice) în Lleida, Spania.
Greenstock 2015 va avea loc la Beijing.
Programul IEA-ECES continuă lucrările predecesorului International Council for Thermal Energy Storage  care între anii 1978-1990 a publicat un buletin informativ trimestrial sponsorizat inițial de Departamentul de Energie al SUA. Buletinul informativ a fost inițial numit ATES Newsletter,  iar după ce BTES a devenit o tehnologie fezabilă a fost preschimbat în STES Newsletter. 

## Utilizarea STES pentru clădiri mici, încălzite pasiv
Clădirile mici încălzite pasiv folosesc de obicei solul din vecinătatea clădirii ca un rezervor de căldură sezonier de temperatură scăzută, care în ciclul anual atinge o temperatură maximă similară cu temperatura medie anuală a aerului, puțin scăzută de către consumul de căldură pentru încălzire în lunile mai reci. Pentru astfel de sisteme anumite caracteristici de proiectare a clădirii, simple dar diferite față de clădirile "tradiționale", sunt necesare. De la o adâncime de aproximativ 6m în sol, temperatura este în mod natural stabilă pe tot parcursul anului, în cazul consumul de căldură nu depășește capacitatea naturală de restaurare a căldurii solare. Astfel de depozite funcționează într-un interval îngust de temperaturi de stocare pe parcursul întregului an, spre deosebire de alte sisteme de STES descrise mai sus,  care sunt destinate unor diferențe mai mari de temperatură.
Două tehnologii de construcție pasive de bază au fost dezvoltate în Statele Unite în timpul anilor 1970 și 1980. Ele folosesc conductia directă de căldură la și de la o masă de sol izolată termic si protejată de umiditate, pentru încălzirea spațiului. Într-una din metode, PAHS (passive annual heat storage - stocarea pasivă anuală a căldurii"), ferestrele clădirii și a alte suprafețe exterioare captează caldura solara, care este transferată prin conducție prin pardoseală, pereți și, uneori, acoperișul în către o masă de sol folosită ca tampon termic.
În cazul în care spațiile interioare sunt mai reci decât mediul de stocare, caldura este transferată prin conducție înapoi către spațiul de locuit. Altă metodă, AGS (annualized geothermal solar), folosește un colector solar separat pentru a capta căldura.  Căldura colectată este livrată unui rezervor de stocare (sol, pat de pietriș sau de rezervor de apă), fie pasiv prin convecție a agentului termic (de exemplu, aer sau apa), fie în mod activ prin pompare. Această metodă este, de obicei implementată cu o capacitate proiectată de stocare pentru șase luni de încălzire.

## Clădiri mici cu rezervoare interne de apă STES
Un număr de case și blocuri mici de apartamente au demonstrat cum un rezervor mare de apă intern poate fi folosit impreună cu colectoare solare termice montate pe acoperiș. Temperaturile de stocare 90 °C (194 °F) sunt suficiente pentru a furniza atât apă caldă menajeră, cât și încălzirea spațiului.  Prima astfel de casă a fost MIT Solar House #1, în 1939.  Un bloc cu opt apartamente în Oberburg, Elveția a fost construit în 1989, cu trei rezervoare cu o capacitate totală de 118 m^3 stocând mai multă căldură decât este necesarul clădirii.  Din 2011, acest designul a fost reprodus în clădiri noi.
La Berlin, “Zero Heating Energy House”, a fost construită în 1997, ca parte a  IEA Task 13 proiect demonstrative pentru locuințe cu consum redus de energie. Acesta stochează apă la temperaturi de până la 90 °C (194 °F) în interiorul unui rezervor în subsol de 20 m^3.
Un exemplu similar a fost construit în Irlanda, în 2009, ca prototip. Rezervor solar sezonier  constând dintr-un rezervor de 23 m 3, umplut cu apă, , a fost instalat în pământ, bine izolat din toate directiile, pentru a stoca căldura de la tuburi solare evacuate în cursul anului. Sistemul a fost instalat ca un experiment pentru a încălzi prima casa pasivă prefabricată standardizată  din lume  în Galway, Irlanda. Scopul a fost de a afla dacă această căldură ar fi suficient pentru a elimina nevoia de orice de energie electrică în timpul lunilor de iarnă, în această casă, deja extrem de eficientă.

## Utilizarea STES în sere
STES este, de asemenea, utilizat pe scară largă pentru aplicații de încălzire a serelor. ATES este un tip de depozitare frecvent în uz pentru această aplicație. În timpul verii, sera este răcită cu apă din sol, pompată de la "rezervorul rece" al acviferului. Apa este încălzită în acest proces, și este înapoiată "rezervorlui cald" al acviferului. Când sera are nevoie de căldură, cum ar fi extinderea perioadei de creștere a plantelor, apa este scoasă din rezervorul cald, devine rece în timp ce servește funcția de încălzire, și revine la rezervorul rece.  Acesta este un sistem foarte eficient de răcire liberă, care utilizează numai pompe de circulație și nu pompe de căldură.